# Blindosbarra (gruppo musicale)
I Blindosbarra sono stati un gruppo funk, alternative rock, di Genova.

## Storia
Il gruppo nasce nel 1992 da un'idea del bassista e produttore Vittorio Dellacasa, all'inizio completamente acustico, dotato di sezione fiati e di percussioni, vicino ad certo funk (Defunkt, James White and the Contortions, A Certain Ratio).
Il nome del gruppo deriva da un conduttore ad altissimo voltaggio, un attrezzo usato nelle officine portuali di Genova.
I Blindosbarra, nella formazione originale, sono tutti figli di portuali (i cosiddetti camalli): ciò si riflette nei testi, impregnati delle atmosfere e delle lotte dei lavoratori.
Il gruppo pubblica il primo omonimo album, autoprodotto, nel 1993 per la New Tone/CGD. L'album contiene canzoni in italiano, in dialetto genovese, e alcuni strumentali; tra i brani spicca CULMV, un brano in dialetto genovese dedicato ai portuali genovesi. 
Riscuote notevole attenzione fra gli addetti ai lavori a cui segue un lungo giro di date dal vivo, per lo più in centri sociali e nei club più alternativi.
Nel 1994 entrano nel gruppo il sassofonista e flautista GianMarco "Pantera" Pietrasanta e il chitarrista Claudio Mariani, nel 1995 il batterista Massimo Tarozzi; la formazione, completata dal sassofonista e tastierista Paolo Valenti, dal tastierista Roberto Briozzo e dai cantante Raffaele "Rootsie" Coruzzi e Roberto Tiranti, il gruppo registra il secondo album La Memoria.
L'album è prodotto da Ben Young, che già aveva lavorato in Italia con Almamegretta e Casino Royale e in Gran Bretagna con Tricky, Portishead e Massive Attack, ovviamente risente delle atmosfere del cosiddetto Bristol Sound, chiamato all'epoca trip -hop.
Per il tour seguente si succedono alla voce prima Roberto Lobrano e poi Alberto Bobby Soul Debenedetti, già membro dei Sensasciou e de Le Voci Atroci, che in un primo momento affianca Rootsie e poi rimane come cantante solista e responsabile delle liriche negli album successivi.
Tra le molte date suonano anche al concerto del 1º maggio a Roma del 1996 e nel 1997 aprono il concerto degli U2 a Reggio Emilia.
Nel 1999 registrano il loro terzo album, Funk, prodotto da Carlo U. Rossi. Da questo album vengono tratti due video ed un singolo, Vagabundo.
Il gruppo partecipa all'MTV day del 1998 e per il tour seguente all'album, tra il 1999 ed il 2000, i Blindosbarra suonano moltissime data in Italia, con frequenti puntate in Francia e Germania. Sia il disco che il tour sono ottimamente recensiti ed il gruppo comincia ad avere un discreto seguito di pubblico.
Nel 2001 entra a far parte del gruppo l'altro ex componente dei Sensasciou Riccardo Kappa Kalb, che affianca Vittorio Dellacasa al basso per potenziare la sezione ritmica.
Nel 2002 Il gruppo registra il suo quarto album, Blue monday people prodotto ancora da Carlo U. Rossi. L'album, l'ultimo del gruppo, è ispirato dai grandi della black music (Gil Scott-Heron, Marvin Gaye, Curtis Mayfield).
Nel 2003 partecipano all'MTV brand new tour insieme a Punkreas, Meganoidi, Bandabardò e altri gruppi.

## Formazione
- Bobby Soul - voce
- Vittorio Dellacasa - basso
- Riccardo Kalb - basso
- Claudio Mariani - chitarra
- Massimo Tarozzi - batteria
- Marco Pietrasanta - flauto e sax alto
- Nico Calabrese - Tastiere
- Andrea Zanzottera - tastiere

## Discografia
- 1993 - Blindosbarra (New Tone/CGD)
- 1996 - La memoria (BMG/Ricordi)
- 1999 - Funk (BMG)
- 2002 - Blue Monday People